# Risetestock
Der Risetestock mit einer Höhe von 1759 m ü. M. ist ein Gipfel des Pilatusmassivs in den Luzerner Voralpen (nach einer anderen Einteilung in den Emmentaler Alpen) zwischen den Kantonen Luzern und Obwalden, Schweiz.

## Lage
Der Risetestock liegt innerhalb der Pilatuskette zwischen Gfellen an der Glaubenberg-Passstrasse und der Stäfeliflue. Er ist der erste Gipfel innerhalb dieser von Westen nach Osten verlaufenden Bergkette, gefolgt von Stäfeliflue und Mittaggüpfi. Der steile Nordhang des Risetestocks wird durch eine Schichtfolge aus unterschiedlich hartem Kalkstein gebildet. Nach Süden fällt der Berg relativ flach ab und ist grossenteils mit Gras und weiter unten mit Wald bedeckt.

## Erreichbarkeit
Der Risetestock ist zu Fuss (Bergwanderung T3) von Norden ab Stäfeli (Schwarzenberg LU) und von Westen ab Gfellen erreichbar und liegt rund 500 Meter westlich abseits des markierten Gratweges, der vom Pilatus via Mittaggüpfi nach Gfellen führt. Vom Gipfel aus reicht die Sicht nach Norden bis ins Schweizer Mittelland und nach Süden bis in die Alpen.